# Cordylostigma microcala
Cordylostigma microcala är en måreväxtart som först beskrevs av Cornelis Eliza Bertus Bremekamp, och fick sitt nu gällande namn av Groeninckx och Steven Dessein. Cordylostigma microcala ingår i släktet Cordylostigma och familjen måreväxter. Inga underarter finns listade i Catalogue of Life.